# Draft 1965 de la NBA
1964 1966
La draft 1965 de la NBA est la 19e draft annuelle de la National Basketball Association (NBA), se déroulant en amont de la saison 1965-1966. Elle s'est tenue le 6 mai 1965 à New York. Elle est organisée en 17 tours et 112 joueurs ont été sélectionnés,.
Lors de cette draft, 9 équipes de la NBA choisissent à tour de rôle des joueurs évoluant au basket-ball universitaire américain. Un joueur qui a terminé son cursus de quatre ans à l’université est admissible à la sélection. Si un joueur quitte l’université plus tôt, il n'est pas éligible pour la sélection jusqu’à ce qu'il ait obtenu son diplôme. Les deux premiers choix de la draft se décident entre les deux équipes arrivées dernières de leur division lors de la saison 1964-1965. Les équipes NBA avaient la possibilité, avant la draft, de sélectionner un joueur qui venait d'un lycée à moins de 80 kilomètres de la ville et abandonnèrent alors leur premier choix, il s'agit du territorial pick.
Les Warriors de San Francisco sélectionnent les deux premiers joueurs de la draft, tout d'abord Fred Hetzel et en seconde position, Rick Barry qui remporte le titre de NBA Rookie of the Year.
Elle a vu la sélection de quatre « Hall-of-Famers » entre le territorial pick et le premier tour : Bill Bradley, Rick Barry, Billy Cunningham et Gail Goodrich. C'est également la dernière draft de l'histoire incluant le territorial pick.

## Draft
| ^ | Signale un joueur qui a été intronisé au Basketball Hall of Fame                                                                |
| * | Signale un joueur qui a été sélectionné pour au moins un match annuel NBA All-Star Game et une récompense annuelle All-NBA Team |
| + | Signale un joueur qui a été sélectionné pour au moins un match annuel NBA All-Star Game                                         |
| R | Signale le joueur qui a remporté le titre de NBA Rookie of the Year                                                             |

### Territorial pick
| Rang | Joueur                  | Nationalité | Équipe NBA            | Université/Lycée/Club  |
| ---- | ----------------------- | ----------- | --------------------- | ---------------------- |
| TP   | Bill Bradley^ (ailier)  | États-Unis  | Knicks de New York    | Princeton Tigers       |
| TP   | Bill Buntin (ailier)    | États-Unis  | Pistons de Détroit    | Wolverines du Michigan |
| TP   | Gail Goodrich^ (meneur) | États-Unis  | Lakers de Los Angeles | UCLA Bruins            |

### Premier tour
| Rang | Joueur                     | Nationalité | Équipe NBA                | Université/Lycée/Club     |
| ---- | -------------------------- | ----------- | ------------------------- | ------------------------- |
| 1    | Fred Hetzel (ailier)       | États-Unis  | Warriors de San Francisco | Davidson Wildcats         |
| 2    | Rick Barry^R (ailier)      | États-Unis  | Warriors de San Francisco | Miami Hurricanes          |
| 3    | Dave Stallworth (ailier)   | États-Unis  | Knicks de New York        | Shockers de Wichita State |
| 4    | Jerry Sloan+ (arrière)     | États-Unis  | Bullets de Baltimore      | Evansville Purple Aces    |
| 5    | Billy Cunningham^ (ailier) | États-Unis  | 76ers de Philadelphie     | North Carolina Tar Heels  |
| 6    | Jim Washington (ailier)    | États-Unis  | Hawks de Saint-Louis      | Wildcats de Villanova     |
| 7    | Nate Bowman (pivot)        | États-Unis  | Royals de Cincinnati      | Shockers de Wichita State |
| 8    | Ollie Johnson              | États-Unis  | Celtics de Boston         | San Francisco Dons        |

### Deuxième tour
| Rang | Joueur                      | Nationalité       | Équipe NBA                | Université/Lycée/Club    |
| ---- | --------------------------- | ----------------- | ------------------------- | ------------------------ |
| 9    | Will Frazier (ailier)       | États-Unis        | Warriors de San Francisco | Grambling State Tigers   |
| 10   | Dick Van Arsdale+ (arrière) | États-Unis        | Knicks de New York        | Indiana Hoosiers         |
| 11   | Tom Van Arsdale+ (ailier)   | États-Unis        | Pistons de Détroit        | Indiana Hoosiers         |
| 12   | Tal Brody (arrière)         | États-Unis Israël | Bullets de Baltimore      | Illinois Fighting Illini |
| 13   | Jesse Branson (ailier)      | États-Unis        | 76ers de Philadelphie     | Elon                     |
| 14   | Hal Belvins                 | États-Unis        | Knicks de New York        | Arkansas                 |
| 15   | Flynn Robinson+ (arrière)   | États-Unis        | Royals de Cincinnati      | Wyoming Cowboys          |
| 16   | John Fairchild (ailier)     | États-Unis        | Lakers de Los Angeles     | BYU Cougars              |
| 17   | Ronnie Watts (ailier)       | États-Unis        | Celtics de Boston         | Wake Forest              |

### Joueurs notables sélectionnés plus bas
| Rang | Joueur          | Nationalité | Équipe NBA           | Université/Lycée/Club |
| ---- | --------------- | ----------- | -------------------- | --------------------- |
| 24   | Jon McGlocklin+ | États-Unis  | Royals de Cincinnati | Indiana Hoosiers      |
| 33   | Bob Love*       | États-Unis  | Royals de Cincinnati | Southern              |